# Světový pohár v rychlobruslení 2017/2018
Světový pohár v rychlobruslení 2017/2018 byl 33. ročník Světového poháru v rychlobruslení. Konal se v období od 10. listopadu 2017 do 18. března 2018. Soutěž byla organizována Mezinárodní bruslařskou unií (ISU).
První čtyři mítinky sloužily evropským závodníkům jako kvalifikace pro Mistrovství Evropy a všem rychlobruslařům jako kvalifikace pro Zimní olympijské hry 2018. Mítink v Erfurtu byl rovněž doplňkovou kvalifikací na sprinterské a vícebojařské Mistrovství světa 2018.

## Kalendář
| Místo          | Datum                  | 500 m | 1000 m | 1500 m | 3 km/5 km | 5 km/10 km | sprint | víceboj | hromadný start | týmový sprint | stíhací závod |
| -------------- | ---------------------- | ----- | ------ | ------ | --------- | ---------- | ------ | ------- | -------------- | ------------- | ------------- |
| Heerenveen     | 10.–12. listopadu 2017 | 2×    | 1×     | 1×     | 1×        |            |        |         | 1×             | 1×            | 1×            |
| Stavanger      | 17.–19. listopadu 2017 | 2×    | 1×     | 1×     |           | 1×         |        |         |                | 1×            |               |
| Calgary        | 1.–3. prosince 2017    | 1×    | 1×     | 1×     | 1×        |            |        |         | 1×             | 1×            | 1×            |
| Salt Lake City | 8.–10. prosince 2017   | 2×    | 1×     | 1×     | 1×        |            |        |         | 1×             |               | 1×            |
| Erfurt         | 19.–21. ledna 2018     | 2×    | 2×     | 1×     | 1×        |            | 1×     | 1×      |                |               |               |
| Minsk          | 17.–18. března 2018    | 2×    | 1×     | 1×     | 1×        |            |        |         | 1×             | 1×            | 1×            |

## Muži

### 500 m
| Místo            | 1. místo                    | Čas       | 2. místo        | Čas       | 3. místo              | Čas       |
| ---------------- | --------------------------- | --------- | --------------- | --------- | --------------------- | --------- |
| Heerenveen 1     | Håvard Holmefjord Lorentzen | 34,69     | Nico Ihle       | 34,78     | Kai Verbij            | 34,84     |
| Heerenveen 2     | Laurent Dubreuil            | 34,80     | Jan Smeekens    | 34,84     | Ronald Mulder         | 34,85     |
| Stavanger 1      | Håvard Holmefjord Lorentzen | 34,64     | Hein Otterspeer | 34,66     | Artur Waś             | 34,74     |
| Stavanger 2      | Ronald Mulder               | 34,62     | Daiči Jamanaka  | 34,65     | Hein Otterspeer       | 34,76     |
| Calgary          | Alex Boisvert-Lacroix       | 34,31 (3) | Čcha Min-kju    | 34,31 (4) | Mika Poutala          | 34,38     |
| Salt Lake City 1 | Alex Boisvert-Lacroix       | 34,15     | Mika Poutala    | 34,17     | Ronald Mulder         | 34,22     |
| Salt Lake City 2 | Ruslan Murašov              | 34,02     | Kai Verbij      | 34,13     | Dai Dai N'tab         | 34,15     |
| Erfurt 1         | Pavel Kuližnikov            | 35,03     | Michel Mulder   | 35,08     | Arťom Kuzněcov        | 35,10 (2) |
| Erfurt 2         | Håvard Holmefjord Lorentzen | 34,85     | Jan Smeekens    | 34,95     | Alex Boisvert-Lacroix | 35,00     |
| Minsk 1          | Hein Otterspeer             | 35,06     | Jan Smeekens    | 35,07     | Ronald Mulder         | 35,08     |
| Minsk 2          | Jan Smeekens                | 34,83     | Dai Dai N'tab   | 34,94     | Hein Otterspeer       | 34,97     |
|                  |                             |           |                 |           |                       |           |
| Celkové pořadí   | Håvard Holmefjord Lorentzen | 716 bodů  | Hein Otterspeer | 568 bodů  | Ronald Mulder         | 556 bodů  |

### 1000 m
| Místo          | 1. místo                    | Čas      | 2. místo                    | Čas      | 3. místo                    | Čas      |
| -------------- | --------------------------- | -------- | --------------------------- | -------- | --------------------------- | -------- |
| Heerenveen     | Pavel Kuližnikov            | 1:07,97  | Kai Verbij                  | 1:08,12  | Håvard Holmefjord Lorentzen | 1:08,28  |
| Stavanger      | Håvard Holmefjord Lorentzen | 1:08,22  | Kai Verbij                  | 1:08,47  | Thomas Krol                 | 1:08,57  |
| Calgary        | Kai Verbij                  | 1:06,93  | Kjeld Nuis                  | 1:06,96  | Håvard Holmefjord Lorentzen | 1:06,98  |
| Salt Lake City | Denis Juskov                | 1:06,92  | Koen Verweij                | 1:06,94  | Pavel Kuližnikov            | 1:06,96  |
| Erfurt 1       | Kjeld Nuis                  | 1:08,57  | Hein Otterspeer             | 1:08,96  | Mika Poutala                | 1:08,99  |
| Erfurt 2       | Kjeld Nuis                  | 1:08,40  | Håvard Holmefjord Lorentzen | 1:08,66  | Denis Juskov                | 1:08,95  |
| Minsk          | Kjeld Nuis                  | 1:09,23  | Kai Verbij                  | 1:09,40  | Håvard Holmefjord Lorentzen | 1:09,45  |
|                |                             |          |                             |          |                             |          |
| Celkové pořadí | Kjeld Nuis                  | 530 bodů | Håvard Holmefjord Lorentzen | 516 bodů | Kai Verbij                  | 440 bodů |

### 1500 m
| Místo          | 1. místo              | Čas          | 2. místo              | Čas      | 3. místo             | Čas      | Příp. další česká účast                                        | Čas             |
| -------------- | --------------------- | ------------ | --------------------- | -------- | -------------------- | -------- | -------------------------------------------------------------- | --------------- |
| Heerenveen     | Denis Juskov          | 1:44,42      | Vincent De Haître     | 1:45,87  | Thomas Krol          | 1:45,92  | 32. (div. B) Sebastian Druszkiewicz                            | 1:54,08         |
| Stavanger      | Sverre Lunde Pedersen | 1:45,07      | Joey Mantia           | 1:45,28  | Sindre Henriksen     | 1:45,37  | 25. (div. B) Sebastian Druszkiewicz                            | 1:52,57         |
| Calgary        | Denis Juskov          | 1:41,33      | Koen Verweij          | 1:41,95  | Kjeld Nuis           | 1:42,27  | 31. (div. B) Sebastian Druszkiewicz                            | 1:49,03         |
| Salt Lake City | Denis Juskov          | 1:41,02 (WR) | Koen Verweij          | 1:41,63  | Thomas Krol          | 1:42,63  | 34. (div. B) Sebastian Druszkiewicz                            | 1:49,81         |
| Erfurt         | Denis Juskov          | 1:45,33      | Sverre Lunde Pedersen | 1:45,76  | Marcel Bosker        | 1:46,28  | 22. (div. B) Jakub Kopřiva 25. (div. B) Sebastian Druszkiewicz | 1:52,69 1:53,14 |
| Minsk          | Sverre Lunde Pedersen | 1:45,47      | Denis Juskov          | 1:45,64  | Allan Dahl Johansson | 1:45,99  | —                                                              | —               |
|                |                       |              |                       |          |                      |          |                                                                |                 |
| Celkové pořadí | Denis Juskov          | 520 bodů     | Sverre Lunde Pedersen | 385 bodů | Thomas Krol          | 320 bodů | 52. Sebastian Druszkiewicz 52. Jakub Kopřiva                   | 0 bodů          |

### 5000 m/10 000 m
| Místo          | Disciplína     | 1. místo              | Čas          | 2. místo              | Čas      | 3. místo              | Čas      | Příp. další česká účast                                        | Čas             |
| -------------- | -------------- | --------------------- | ------------ | --------------------- | -------- | --------------------- | -------- | -------------------------------------------------------------- | --------------- |
| Heerenveen     | 5000 m         | Sven Kramer           | 6:12,88      | Ted-Jan Bloemen       | 6:14,95  | Sverre Lunde Pedersen | 6:15,81  | 19. (div. B) Sebastian Druszkiewicz 35. (div. B) Jakub Kopřiva | 6:27,46 6:53,78 |
| Stavanger      | 10 000 m       | Sven Kramer           | 12:50,97     | Ted-Jan Bloemen       | 12:52,64 | Erik Jan Kooiman      | 12:57,13 | 15. (div. B) Sebastian Druszkiewicz                            | 13:25,92        |
| Calgary        | 5000 m         | Sven Kramer           | 6:07,04      | Ted-Jan Bloemen       | 6:08,54  | Patrick Beckert       | 6:10,80  | 19. (div. B) Sebastian Druszkiewicz 33. (div. B) Jakub Kopřiva | 6:21,34 6:39,89 |
| Salt Lake City | 5000 m         | Ted-Jan Bloemen       | 6:01,86 (WR) | Patrick Beckert       | 6:07,02  | Moritz Geisreiter     | 6:07,31  | 13. (div. B) Sebastian Druszkiewicz 25. (div. B) Jakub Kopřiva | 6:21,19 6:38,58 |
| Erfurt         | 5000 m         | Sverre Lunde Pedersen | 6:14,66      | Nicola Tumolero       | 6:16,11  | Ted-Jan Bloemen       | 6:17,11  | 18. (div. B) Sebastian Druszkiewicz 23. (div. B) Jakub Kopřiva | 6:38,85 6:51,98 |
| Minsk          | 5000 m         | Sverre Lunde Pedersen | 6:22,15      | Alexandr Rumjancev    | 6:23,81  | Marcel Bosker         | 6:24,12  | —                                                              | —               |
|                |                |                       |              |                       |          |                       |          |                                                                |                 |
| Celkové pořadí | Celkové pořadí | Ted-Jan Bloemen       | 486 bodů     | Sverre Lunde Pedersen | 445 bodů | Sven Kramer           | 300 bodů | 50. Sebastian Druszkiewicz 54. Jakub Kopřiva                   | 2 body 0 bodů   |

### Sprint
V Erfurtu byli závodníci hodnoceni nejen na jednotlivých tratích, ale také ve sprinterském víceboji, který byl doplňkovou kvalifikací na Mistrovství světa ve sprintu 2018. Na mítinku byly uspořádány dva závody na 500 m a dva závody na 1000 m, přičemž pro celkový bodový výsledek (systém samalog) byl u každého sportovce použit nejlepší čas z každé distance. První pětice rovněž získala body do Grand World Cupu.
| Místo  | 1. místo                    | Body   | 2. místo  | Body   | 3. místo     | Body   |
| ------ | --------------------------- | ------ | --------- | ------ | ------------ | ------ |
| Erfurt | Håvard Holmefjord Lorentzen | 69,180 | Nico Ihle | 69,540 | Mika Poutala | 69,545 |

### Víceboj
V Erfurtu byli závodníci hodnoceni nejen na jednotlivých tratích, ale také v klasickém víceboji, který byl doplňkovou kvalifikací na Mistrovství světa ve víceboji 2018. Na mítinku byl uspořádán jeden závod na 1500 m a jeden závod na 5000 m, přičemž oba časy byly použity pro celkový bodový výsledek (systém samalog). První pětice rovněž získala body do Grand World Cupu.
| Místo  | 1. místo              | Body   | 2. místo      | Body   | 3. místo    | Body   | Příp. další česká účast                      | Body          |
| ------ | --------------------- | ------ | ------------- | ------ | ----------- | ------ | -------------------------------------------- | ------------- |
| Erfurt | Sverre Lunde Pedersen | 72,719 | Marcel Bosker | 73,599 | Bart Swings | 73,641 | 29. Sebastian Druszkiewicz 33. Jakub Kopřiva | 77,598 78,761 |

### Závod s hromadným startem
| Místo          | 1. místo          | Sprint. body (čas) | 2. místo          | Sprint. body (čas) | 3. místo         | Sprint. body (čas) | Příp. další česká účast                                    | Sprint. body (čas)            |
| -------------- | ----------------- | ------------------ | ----------------- | ------------------ | ---------------- | ------------------ | ---------------------------------------------------------- | ----------------------------- |
| Heerenveen     | I Sung-hun        | 60 b. (7:36,42)    | Joey Mantia       | 40 b. (7:36,87)    | Čong Če-won      | 21 b. (7:37,27)    | 18. (SMF1) Sebastian Druszkiewicz 18. (SMF2) Jakub Kopřiva | 0 b. (8:13,75) 0 b. (8:27,24) |
| Calgary        | Andrea Giovannini | 65 b. (7:01,29)    | Reyon Kay         | 48 b. (7:06,60)    | Wang Chung-li    | 21 b. (7:06,92)    | DSQ (SMF1) Sebastian Druszkiewicz 16. (SMF2) Jakub Kopřiva | — 0 b. (8:13,64)              |
| Salt Lake City | I Sung-hun        | 60 b. (7:58,22)    | Livio Wenger      | 40 b. (7:58,37)    | Bart Swings      | 20 b. (7:58,45)    | 14. (SMF1) Sebastian Druszkiewicz 14. (SMF2) Jakub Kopřiva | 0 b. (7:40,55) 0 b. (7:57,23) |
| Minsk          | Simon Schouten    | 65 b. (8:01,83)    | Šóta Nakamura     | 43 b. (8:02,96)    | Danila Semerikov | 21 b. (8:07,88)    | —                                                          | —                             |
|                |                   |                    |                   |                    |                  |                    |                                                            |                               |
| Celkové pořadí | Bart Swings       | 234 bodů           | Andrea Giovannini | 226 bodů           | I Sung-hun       | 218 bodů           | – Sebastian Druszkiewicz – Jakub Kopřiva                   | 0 b.                          |

### Týmový sprint
| Místo          | 1. místo                                                                | Čas          | 2. místo                                                                | Čas      | 3. místo                                          | Čas      |
| -------------- | ----------------------------------------------------------------------- | ------------ | ----------------------------------------------------------------------- | -------- | ------------------------------------------------- | -------- |
| Heerenveen     | Kanada Laurent Dubreuil Alexandre St-Jean Vincent De Haître             | 1:19,55 (WR) | Norsko Bjørn Magnussen Henrik Fagerli Rukke Håvard Holmefjord Lorentzen | 1:20,00  | Rusko Arťom Kuzněcov Ruslan Murašov Alexej Jesin  | 1:20,94  |
| Stavanger      | Kanada Gilmore Junio Alex Boisvert-Lacroix Vincent De Haître            | 1:19,52 (WR) | Norsko Bjørn Magnussen Henrik Fagerli Rukke Håvard Holmefjord Lorentzen | 1:19,84  | USA Mitchell Whitmore Jonathan Garcia Joey Mantia | 1:20,58  |
| Calgary        | Kanada Gilmore Junio Laurent Dubreuil Vincent De Haître                 | 1:17,31 (WR) | Rusko Arťom Kuzněcov Michail Kazelin Alexej Jesin                       | 1:18,25  | Nizozemsko Ronald Mulder Kai Verbij Pim Schipper  | 1:18,53  |
| Minsk          | Norsko Bjørn Magnussen Henrik Fagerli Rukke Håvard Holmefjord Lorentzen | 1:20,89      | Polsko Artur Nogal Piotr Michalski Sebastian Kłosiński                  | 1:22,11  | Rusko Arťom Kuzněcov Alexej Jesin Michail Kazelin | 1:22,54  |
|                |                                                                         |              |                                                                         |          |                                                   |          |
| Celkové pořadí | Norsko                                                                  | 370 bodů     | Rusko                                                                   | 314 bodů | Kanada                                            | 300 bodů |

### Stíhací závod družstev
| Místo          | 1. místo                                                       | Čas      | 2. místo                                                   | Čas      | 3. místo                                                       | Čas      | Příp. další česká účast                                              | Čas     |
| -------------- | -------------------------------------------------------------- | -------- | ---------------------------------------------------------- | -------- | -------------------------------------------------------------- | -------- | -------------------------------------------------------------------- | ------- |
| Heerenveen     | Jižní Korea I Sung-hun Kim Min-sok Čong Če-won                 | 3:40,20  | Norsko Sverre Lunde Pedersen Håvard Bøkko Sindre Henriksen | 3:41,48  | Nový Zéland Shane Dobbin Reyon Kay Peter Michael               | 3:42,22  | 13. Česko Sebastian Druszkiewicz Jakub Kopřiva Sebastien Briešťanský | 4:10,44 |
| Calgary        | Nizozemsko Sven Kramer Jan Blokhuijsen Koen Verweij            | 3:36,11  | Japonsko Šóta Nakamura Shane Williamson Seitaró Ičinohe    | 3:38,65  | Norsko Sverre Lunde Pedersen Håvard Bøkko Simen Spieler Nilsen | 3:38,84  | —                                                                    | —       |
| Salt Lake City | Kanada Denny Morrison Ted-Jan Bloemen Benjamin Donnelly        | 3:36,44  | Itálie Andrea Giovannini Nicola Tumolero Riccardo Bugari   | 3:36,54  | Nový Zéland Reyon Kay Shane Dobbin Peter Michael               | 3:36,79  | —                                                                    | —       |
| Minsk          | Norsko Håvard Bøkko Simen Spieler Nilsen Sverre Lunde Pedersen | 3:43,88  | Itálie Riccardo Bugari Andrea Giovannini Alessio Trentini  | 3:49,15  | Japonsko Šóta Nakamura Rjósuke Cučija Shane Williamson         | 3:51,84  | —                                                                    | —       |
|                |                                                                |          |                                                            |          |                                                                |          |                                                                      |         |
| Celkové pořadí | Norsko                                                         | 345 bodů | Itálie                                                     | 305 bodů | Japonsko                                                       | 284 bodů | 13. Česko                                                            | 16 bodů |

## Ženy

### 500 m
| Místo            | 1. místo            | Čas      | 2. místo            | Čas      | 3. místo            | Čas      | Příp. další česká účast                             | Čas         |
| ---------------- | ------------------- | -------- | ------------------- | -------- | ------------------- | -------- | --------------------------------------------------- | ----------- |
| Heerenveen 1     | Nao Kodairaová      | 37,29    | I Sang-hwa          | 37,60    | Angelina Golikovová | 37,67    | 7. Karolína Erbanová                                | 38,07       |
| Heerenveen 2     | Nao Kodairaová      | 37,33    | I Sang-hwa          | 37,53    | Arisa Goová         | 37,88    | 8. Karolína Erbanová                                | 38,08       |
| Stavanger 1      | Nao Kodairaová      | 37,08    | Marsha Hudeyová     | 37,87    | Vanessa Herzogová   | 37,96    | 5. Karolína Erbanová                                | 38,02       |
| Stavanger 2      | Nao Kodairaová      | 37,07    | Angelina Golikovová | 37,85    | I Sang-hwa          | 37,95    | 4. Karolína Erbanová                                | 38,03       |
| Calgary          | Nao Kodairaová      | 36,53    | I Sang-hwa          | 36,86    | Arisa Goová         | 37,06    | 4. Karolína Erbanová 20. (div. B) Nikola Zdráhalová | 37,27 39,28 |
| Salt Lake City 1 | Nao Kodairaová      | 36,50    | I Sang-hwa          | 36,71    | Arisa Goová         | 37,17    | 4. Karolína Erbanová 19. (div. B) Nikola Zdráhalová | 37,20 39,10 |
| Salt Lake City 2 | Nao Kodairaová      | 36,54    | I Sang-hwa          | 36,79    | Arisa Goová         | 37,05    | 4. Karolína Erbanová                                | 37,18       |
| Erfurt 1         | Karolína Erbanová   | 37,82    | Vanessa Herzogová   | 37,92    | Angelina Golikovová | 38,10    | —                                                   | —           |
| Erfurt 2         | Vanessa Herzogová   | 37,88    | Karolína Erbanová   | 37,96    | Olga Fatkulinová    | 38,28    | —                                                   | —           |
| Minsk 1          | Karolína Erbanová   | 38,28    | Vanessa Herzogová   | 38,29    | Angelina Golikovová | 38,40    | —                                                   | —           |
| Minsk 2          | Angelina Golikovová | 38,08    | Vanessa Herzogová   | 38,11    | Olga Fatkulinová    | 38,20    | Karolína Erbanová                                   | 38,29       |
|                  |                     |          |                     |          |                     |          |                                                     |             |
| Celkové pořadí   | Vanessa Herzogová   | 795 bodů | Karolína Erbanová   | 786 bodů | Angelina Golikovová | 709 bodů | 57. Nikola Zdráhalová                               | 0 bodů      |

### 1000 m
| Místo          | 1. místo             | Čas          | 2. místo             | Čas      | 3. místo             | Čas      | Příp. další česká účast                                                                                          | Čas                             |
| -------------- | -------------------- | ------------ | -------------------- | -------- | -------------------- | -------- | --- | ------------------------------- |
| Heerenveen     | Nao Kodairaová       | 1:13,99      | Miho Takagiová       | 1:14,45  | Jorien ter Morsová   | 1:14,65  | 8. Karolína Erbanová 22. (div. B) Eliška Dřímalová                                                               | 1:15,55 1:21,96                 |
| Stavanger      | Nao Kodairaová       | 1:14,33      | Miho Takagiová       | 1:14,79  | Heather Bergsmaová   | 1:15,04  | 6. Karolína Erbanová 16. (div. B) Nikola Zdráhalová 25. (div. B) Eliška Dřímalová                                | 1:15,53 1:18,66 1:21,97         |
| Calgary        | Heather Bergsmaová   | 1:13,37      | Jekatěrina Šichovová | 1:13,70  | Marrit Leenstraová   | 1:13,72  | 6. Karolína Erbanová 11. (div. B) Nikola Zdráhalová 21. (div. B) Martina Sáblíková                               | 1:13,95 1:15,96 1:18,30         |
| Salt Lake City | Nao Kodairaová       | 1:12,09 (WR) | Miho Takagiová       | 1:12,63  | Jekatěrina Šichovová | 1:13,23  | 9. Karolína Erbanová 22. (div. B) Eliška Dřímalová                                                               | 1:14,07 1:20,78                 |
| Erfurt 1       | Jorien ter Morsová   | 1:15,20      | Marrit Leenstraová   | 1:15,55  | Jekatěrina Šichovová | 1:15,91  | 5. Karolína Erbanová 15. Nikola Zdráhalová 11. (div. B) Natálie Kerschbaummayr 13. (div. B) Eliška Dřímalová     | 1:16,27 1:17,73 1:22,16 1:22,66 |
| Erfurt 2       | Vanessa Herzogová    | 1:15,26      | Hege Bøkková         | 1:15,52  | Jekatěrina Šichovová | 1:16,06  | 4. Karolína Erbanová                                                                                             | 1:16,19                         |
| Minsk          | Marrit Leenstraová   | 1:15,82      | Hege Bøkková         | 1:16,03  | Jekatěrina Šichovová | 1:16,73  | 12. Karolína Erbanová                                                                                            | WDR                             |
|                |                      |              |                      |          |                      |          | |                                 |
| Celkové pořadí | Jekatěrina Šichovová | 444 bodů     | Marrit Leenstraová   | 420 bodů | Hege Bøkková         | 393 bodů | 7. Karolína Erbanová 49. Nikola Zdráhalová 71. Martina Sáblíková 76. Eliška Dřímalová 78. Natálie Kerschbaummayr | 258 bodů 14 bodů 0 bodů         |

### 1500 m
| Místo          | 1. místo       | Čas      | 2. místo           | Čas      | 3. místo             | Čas      | Příp. další česká účast                                                                                      | Čas                             |
| -------------- | -------------- | -------- | ------------------ | -------- | -------------------- | -------- | --- | ------------------------------- |
| Heerenveen     | Miho Takagiová | 1:54,68  | Jorien ter Morsová | 1:55,44  | Lotte van Beeková    | 1:56,34  | 17. Martina Sáblíková 2. (div. B) Nikola Zdráhalová 21. (div. B) Natálie Kerschbaummayr                      | 1:59,15 1:58,10 2:04,61         |
| Stavanger      | Miho Takagiová | 1:55,30  | Heather Bergsmaová | 1:56,48  | Lotte van Beeková    | 1:57,51  | 17. Nikola Zdráhalová 23. (div. B) Natálie Kerschbaummayr 25. (div. B) Eliška Dřímalová                      | 1:59,50 2:05,11 DNF             |
| Calgary        | Miho Takagiová | 1:51,79  | Marrit Leenstraová | 1:52,06  | Jekatěrina Šichovová | 1:53,52  | 9. Nikola Zdráhalová 3. (div. B) Martina Sáblíková 24. (div. B) Natálie Kerschbaummayr                       | 1:54,96 1:55,38 2:00,97         |
| Salt Lake City | Miho Takagiová | 1:51,49  | Marrit Leenstraová | 1:52,31  | Jekatěrina Šichovová | 1:53,86  | 15. Nikola Zdráhalová 20. Martina Sáblíková 28. (div. B) Eliška Dřímalová                                    | 1:56,30 1:57,55 2:03,03         |
| Erfurt         | Ireen Wüstová  | 1:55,66  | Marrit Leenstraová | 1:55,75  | Ida Njåtunová        | 1:56,66  | 8. Martina Sáblíková 13. Nikola Zdráhalová 14. (div. B) Natálie Kerschbaummayr 19. (div. B) Eliška Dřímalová | 1:57,89 1:58,76 2:03,06 2:05,61 |
| Minsk          | Miho Takagiová | 1:56,36  | Marrit Leenstraová | 1:57,23  | Lotte van Beeková    | 1:57,98  | 7. Nikola Zdráhalová                                                                                         | 1:59,52                         |
|                |                |          |                    |          |                      |          | |                                 |
| Celkové pořadí | Miho Takagiová | 550 bodů | Marrit Leenstraová | 390 bodů | Jekatěrina Šichovová | 281 bodů | 12. Nikola Zdráhalová 22. Martina Sáblíková 49. Natálie Kerschbaummayr 49. Eliška Dřímalová                  | 133 bodů 66 bodů 0 bodů         |

### 3000 m/5000 m
| Místo          | Disciplína     | 1. místo              | Čas      | 2. místo              | Čas      | 3. místo             | Čas      | Příp. další česká účast                                                                    | Čas                           |
| -------------- | -------------- | --------------------- | -------- | --------------------- | -------- | -------------------- | -------- | ------------------------------------------------------------------------------------------ | ----------------------------- |
| Heerenveen     | 3000 m         | Antoinette de Jongová | 4:03,53  | Natalja Voroninová    | 4:04,00  | Ivanie Blondinová    | 4:04,16  | 7. Martina Sáblíková 11. (div. B) Nikola Zdráhalová 24. (div. B) Natálie Kerschbaummayr    | 4:05,70 4:10,39 4:17,07       |
| Stavanger      | 5000 m         | Claudia Pechsteinová  | 6:56,60  | Ivanie Blondinová     | 6:57,34  | Martina Sáblíková    | 6:59,95  | 6. (div. B) Nikola Zdráhalová 25. (div. B) Natálie Kerschbaummayr                          | 7:11,76 7:28,28               |
| Calgary        | 3000 m         | Miho Takagiová        | 3:57,09  | Antoinette de Jongová | 3:57,78  | Ireen Wüstová        | 3:58,10  | 4. Martina Sáblíková 9. (div. B) Nikola Zdráhalová 28. (div. B) Natálie Kerschbaummayr     | 3:58,93 4:03,87 4:17,64       |
| Salt Lake City | 3000 m         | Natalja Voroninová    | 3:57,70  | Martina Sáblíková     | 3:57,84  | Claudia Pechsteinová | 3:58,69  | 15. Nikola Zdráhalová                                                                      | 4:06,88                       |
| Erfurt         | 3000 m         | Ivanie Blondinová     | 4:04,86  | Antoinette de Jongová | 4:05,45  | Martina Sáblíková    | 4:05,91  | 16. Nikola Zdráhalová 14. (div. B) Natálie Kerschbaummayr 19. (div. B) Eliška Dřímalová    | 4:15,62 4:17,24 4:28,34       |
| Minsk          | 3000 m         | Antoinette de Jongová | 4:08,85  | Marina Zujevová       | 4:11,63  | Ivanie Blondinová    | 4:11,77  | —                                                                                          | —                             |
|                |                |                       |          |                       |          |                      |          |                                                                                            |                               |
| Celkové pořadí | Celkové pořadí | Antoinette de Jongová | 445 bodů | Ivanie Blondinová     | 439 bodů | Natalja Voroninová   | 391 bodů | 4. Martina Sáblíková 29. Nikola Zdráhalová 55. Natálie Kerschbaummayr 56. Eliška Dřímalová | 320 bodů 43 bodů 1 bod 0 bodů |

### Sprint
V Erfurtu byly závodnice hodnoceny nejen na jednotlivých tratích, ale také ve sprinterském víceboji, který byl doplňkovou kvalifikací na Mistrovství světa ve sprintu 2018. Na mítinku byly uspořádány dva závody na 500 m a dva závody na 1000 m, přičemž pro celkový bodový výsledek (systém samalog) byl u každé sportovkyně použit nejlepší čas z každé distance. První pětice rovněž získala body do Grand World Cupu.
| Místo  | 1. místo          | Body   | 2. místo          | Body   | 3. místo           | Body   | Příp. další česká účast                          | Body            |
| ------ | ----------------- | ------ | ----------------- | ------ | ------------------ | ------ | ------------------------------------------------ | --------------- |
| Erfurt | Vanessa Herzogová | 75,510 | Karolína Erbanová | 75,915 | Jorien ter Morsová | 75,980 | 35. Nikola Zdráhalová 42. Natálie Kerschbaummayr | 38,865* 41,080* |

* – absolvovala pouze jediný závod na 1000 m

### Víceboj
V Erfurtu byly závodnice hodnoceny nejen na jednotlivých tratích, ale také v klasickém víceboji, který byl doplňkovou kvalifikací na Mistrovství světa ve víceboji 2017. Na mítinku byl uspořádán jeden závod na 1500 m a jeden závod na 3000 m, přičemž oba časy byly použity pro celkový bodový výsledek (systém samalog). První pětice rovněž získala body do Grand World Cupu.
| Místo  | 1. místo          | Body   | 2. místo              | Body   | 3. místo          | Body   | Příp. další česká účast                                               | Body                 |
| ------ | ----------------- | ------ | --------------------- | ------ | ----------------- | ------ | --------------------------------------------------------------------- | -------------------- |
| Erfurt | Ivanie Blondinová | 80,016 | Antoinette de Jongová | 80,191 | Martina Sáblíková | 80,281 | 15. Nikola Zdráhalová 26. Natálie Kerschbaummayr 30. Eliška Dřímalová | 82,189 83,893 86,593 |

### Závod s hromadným startem
| Místo          | 1. místo                 | Sprint. body (čas) | 2. místo                 | Sprint. body (čas) | 3. místo                 | Sprint. body (čas) | Příp. další česká účast                                        | Sprint. body (čas)            |
| -------------- | ------------------------ | ------------------ | ------------------------ | ------------------ | ------------------------ | ------------------ | -------------------------------------------------------------- | ----------------------------- |
| Heerenveen     | Ajano Satóová            | 60 b. (8:31,12)    | Ivanie Blondinová        | 40 b. (8:31,16)    | Francesca Lollobrigidová | 23 b. (8:31,37)    | 12. (SMF1) Nikola Zdráhalová 11. (SMF2) Natálie Kerschbaummayr | 0 b. (8:47,88) 0 b. (9:04,46) |
| Calgary        | Claudia Pechsteinová     | 65 b. (8:38,89)    | Elena Møllerová-Rigasová | 41 b. (8:39,43)    | Nana Takagiová           | 20 b. (8:39,65)    | 12. (SMF1) Natálie Kerschbaummayr 9. (SMF2) Nikola Zdráhalová  | 0 b. (8:16,86) 0 b. (8:33,09) |
| Salt Lake City | Francesca Lollobrigidová | 71 b. (8:53,49)    | Kuo Tan                  | 49 b. (8:57,54)    | Kim Po-rum               | 20 b. (9:00,72)    | 10. Nikola Zdráhalová 12. (SMF1) Natálie Kerschbaummayr        | 0 b. (9:03,62) 0 b. (8:46,99) |
| Minsk          | Ajano Satóová            | 60 b. (9:23,87)    | Ivanie Blondinová        | 40 b. (9:23,92)    | Francesca Lollobrigidová | 25 b. (9:24,52)    | —                                                              | —                             |
|                |                          |                    |                          |                    |                          |                    |                                                                |                               |
| Celkové pořadí | Francesca Lollobrigidová | 324 bodů           | Ajano Satóová            | 290 bodů           | Ivanie Blondinová        | 257 bodů           | 20. Nikola Zdráhalová 29. Natálie Kerschbaummayr               | 40 bodů 8 bodů                |

### Týmový sprint
| Místo          | 1. místo                                                         | Čas          | 2. místo                                                           | Čas         | 3. místo                                               | Čas         |
| -------------- | ---------------------------------------------------------------- | ------------ | ------------------------------------------------------------------ | ----------- | ------------------------------------------------------ | ----------- |
| Heerenveen     | Rusko Angelina Golikovová Olga Fatkulinová Jelizaveta Kazelinová | 1:26,62 (WR) | Norsko Anne Gulbrandsenová Hege Bøkková Ida Njåtunová              | 1:28,11 (0) | Jižní Korea Kim Hjon-jong Pak Sung-hui Kim Min-son     | 1:28,11 (1) |
| Stavanger      | Jižní Korea Kim Hjon-jong Pak Sung-hui Kim Min-son               | 1:28,09      | Norsko Anne Gulbrandsenová Hege Bøkková Ida Njåtunová              | 1:28,48     | Kanada Marsha Hudeyová Kaylin Irvineová Kali Christová | 1:28,85     |
| Calgary        | Rusko Angelina Golikovová Olga Fatkulinová Jelizaveta Kazelinová | 1:24,84 (WR) | Norsko Martine Ripsrudová Hege Bøkková Ida Njåtunová               | 1:28,38     | Čína Š' Siao-süan Čao Sin Tchien Žuej-ning             | 1:26,65     |
| Minsk          | Rusko Angelina Golikovová Olga Fatkulinová Jelizaveta Kazelinová | 1:28,24      | Nizozemsko Letitia de Jongová Lotte van Beeková Marrit Leenstraová | 1:28,57     | Norsko Martine Ripsrudová Hege Bøkková Ida Njåtunová   | 1:28,65     |
|                |                                                                  |              |                                                                    |             |                                                        |             |
| Celkové pořadí | Rusko                                                            | 350 bodů     | Norsko                                                             | 344 bodů    | Nizozemsko                                             | 230 bodů    |

### Stíhací závod družstev
| Místo          | 1. místo                                               | Čas          | 2. místo                                                                 | Čas      | 3. místo                                                                 | Čas      | Příp. další česká účast                                             | Čas     |
| -------------- | ------------------------------------------------------ | ------------ | ------------------------------------------------------------------------ | -------- | ------------------------------------------------------------------------ | -------- | ------------------------------------------------------------------- | ------- |
| Heerenveen     | Japonsko Miho Takagiová Ajano Satóová Nana Takagiová   | 2:55,77      | Nizozemsko Ireen Wüstová Jorien ter Morsová Antoinette de Jongová        | 2:59,06  | Kanada Ivanie Blondinová Isabelle Weidemannová Josie Morrisonová         | 2:59,06  | 9. Česko Martina Sáblíková Nikola Zdráhalová Natálie Kerschbaummayr | 3:07,30 |
| Calgary        | Japonsko Miho Takagiová Ajaka Kikučiová Nana Takagiová | 2:53,88 (WR) | Německo Claudia Pechsteinová Roxanne Dufterová Gabriele Hirschbichlerová | 2:56,76  | Kanada Ivanie Blondinová Kali Christová Isabelle Weidemannová            | 2:56,80  | —                                                                   | —       |
| Salt Lake City | Japonsko Miho Takagiová Ajano Satóová Nana Takagiová   | 2:50,87 (WR) | Nizozemsko Marrit Leenstraová Melissa Wijfjeová Lotte van Beeková        | 2:55,57  | Německo Claudia Pechsteinová Roxanne Dufterová Gabriele Hirschbichlerová | 2:56,14  | —                                                                   | —       |
| Minsk          | Japonsko Ajaka Kikučiová Ajano Satóová Miho Takagiová  | 3:00,18      | Nizozemsko Antoinette de Jongová Marrit Leenstraová Lotte van Beeková    | 3:05,21  | Německo Gabriele Hirschbichlerová Claudia Pechsteinová Michelle Uhrigová | 3:08,56  | —                                                                   | —       |
|                |                                                        |              |                                                                          |          |                                                                          |          |                                                                     |         |
| Celkové pořadí | Japonsko                                               | 450 bodů     | Německo                                                                  | 299 bodů | Nizozemsko                                                               | 280 bodů | 10. Česko                                                           | 30 bodů |

## Grand World Cup
| Pořadí | Jméno                       | Body |
| ------ | --------------------------- | ---- |
| 1.     | Håvard Holmefjord Lorentzen | 734  |
| 2.     | Denis Juskov                | 715  |
| 3.     | Sverre Lunde Pedersen       | 700  |
| 4.     | Kai Verbij                  | 613  |
| 5.     | Ted-Jan Bloemen             | 486  |
| 6.     | Kjeld Nuis                  | 460  |
| 7.     | Thomas Krol                 | 451  |
| 8.     | Koen Verweij                | 360  |
| 9.     | Joey Mantia                 | 330  |
| 10.    | Sven Kramer                 | 300  |

| Pořadí | Jméno                 | Body |
| ------ | --------------------- | ---- |
| 1.     | Miho Takagiová        | 1040 |
| 2.     | Marrit Leenstraová    | 770  |
| 3.     | Nao Kodairaová        | 700  |
| 4.     | Ivanie Blondinová     | 614  |
| 5.     | Jekatěrina Šichovová  | 574  |
| 6.     | Vanessa Herzogová     | 550  |
| 7.     | Antoinette de Jongová | 536  |
| 8.     | Karolína Erbanová     | 435  |
| 9.     | Claudia Pechsteinová  | 396  |
| 10.    | Martina Sáblíková     | 350  |